# Bernhard Horstmann
Bernhard Horstmann alias Stefan Murr (* 4. September 1919 in München; † 22. Januar 2008 in Tutzing) war ein deutscher Autor. Sein Großvater war der Schriftsteller Ludwig Ganghofer.

## Leben
Horstmann war Mitglied der Hitlerjugend, er beantragte am 1. Mai 1937 die Aufnahme in die NSDAP und wurde zum 1. September desselben Jahres aufgenommen (Mitgliedsnummer 5.504.246). Im Zweiten Weltkrieg war er Offizier der Luftabwehr. Kurz vor Kriegsende wegen Widerstandstätigkeit in Gestapo-Haft in Berlin und  anschließend in sowjetischer Kriegsgefangenschaft. Der Heimkehrer studierte Rechtswissenschaft und promovierte im Jahr 1957 in Hamburg zum Dr. jur.
Ab dem Jahr 1960 schrieb er teilweise zusammen mit seiner Frau Charlotte unter dem gemeinsamen Pseudonym Stefan Murr Kriminalromane, zuerst im Bertelsmann Lesering, seit den 1980er Jahren zunehmend zeitgeschichtliche Spannungsromane. Seine Werke wurden teilweise für das Fernsehen verfilmt.
Unter eigenem Namen erschienen der autobiographische Bericht Prinz-Albrecht-Strasse 8 über seine Erlebnisse als Gestapo-Häftling und als Kriegsgefangener in der Sowjetunion sowie ein Sachbuch über Adolf Hitlers Aufenthalt im Lazarett Pasewalk.
Der Politikwissenschaftler Eberhard Schmidt warf Horstmann 2014 eine Reihe von Unstimmigkeiten in seinen Aussagen zu seiner Tätigkeit im NS-Widerstand um Kurt von Plettenberg und sieht ihn als den wahrscheinlichsten Verdächtigen für den Verrat, der zur Verhaftung und zum Suizid Plettenbergs führte. So beschrieb Horstmann mehrere Treffen mit einem Agenten „Wolf“, für dessen Existenz sich jedoch auch nach dem Krieg weder Akten noch andere Zeugen finden ließen.

## Werke
| Als Stefan Murr - Affäre Nachtfrost - Die Toten der Nefud - Der dritte Handschuh (auch als zweiteiliger Film 1967 beim WDR) - Bis aller Glanz erlosch - Die Nacht vor Barbarossa - Tödlicher Sand - Ringfahndung - Geheimnis der englischen Silberschalen - Der Tod war falsch verbunden - Der Dicke und der Seltsame - Nummer fünf – so leid es mir tut - Der Josephson-Coup - Vorsicht – Jaczek schießt sofort - Auf den Tag genau - Das späte Geständnis - Die heimlichen Schwestern - Das Herz dieser Stadt - Mord im September? - Kork aus Tanger - Blutiger Ernst - 110 – hier Mordkommission! - Ein Toter stoppt den 8 Uhr 10 - Fünf Minuten Verspätung | Neubearbeitungen von Romanen Ludwig Ganghofers - Das Gotteslehen - Das brennende Tal - Der Klosterjäger - Der Mann im Salz - Schloss Hubertus | Unter eigenem Namen: - Prinz-Albrecht-Strasse 8. Der authentische Bericht des letzten Überlebenden von 1945. Langen Müller, München 1997, ISBN 3784426158 - Hitler in Pasewalk. Die Hypnose und ihre Folgen. 2., durchgesehene Auflage. Droste, Düsseldorf 2004, ISBN 3770011678 |
| | | |

## Filmografie (Auswahl)
- 1967: Der dritte Handschuh – Regie: Eberhard Itzenplitz
- 1972: Ein Toter stoppt den 8 Uhr 10 – Regie: Michael Braun
- 1977: Tatort: Flieder für Jaczek – Regie: Fritz Umgelter
- 1989: Affäre Nachtfrost – Regie: Sigi Rothemund